# Учаджи – Зергер
Учаджи – Зергер – газопровід на сході Туркменістану.
Блакитне паливо подали до району Чарджоу ще у 20 столітті з використанням трубопроводу Малай – Сакар. Втім, цього було недостатньо для живлення потужної ТЕС Зергер, що стала до ладу в 2021-му. З огляду на це в 2022-му ввели в дію газопровід Учаджи – Зергер, який має довжину 125 км та починається в пустелі Каракум на родовищі Учаджи. Для спорудження цієї лінії знадобилось 15 тисяч тон труб.
Також варто відзначити, що саме родовище Учаджи знаходиться в розробці ще з першої половини 1980-х років і створена тут інфраструктура надає доступ до ресурсу з газопроводів Бяшгизил – Учаджи та КС Каракум – Малай (останній надає доступ до ресурсу найбільших родовищ країни).